# Muñosancho (kommunhuvudort)
Muñosancho är en kommunhuvudort i Spanien.   Den ligger i provinsen Provincia de Ávila och regionen Kastilien och Leon, i den centrala delen av landet, 130 km väster om huvudstaden Madrid. Muñosancho ligger 906 meter över havet och antalet invånare är 140.
Terrängen runt Muñosancho är platt, och sluttar norrut. Runt Muñosancho är det glesbefolkat, med 12 invånare per kvadratkilometer. Närmaste större samhälle är Peñaranda de Bracamonte, 14,0 km väster om Muñosancho. Trakten runt Muñosancho består till största delen av jordbruksmark.